# رزق‌آباد (کاشمر)
رزق‌آباد نام روستایی از توابع بخش فرح‌دشت شهرستان کاشمر در استان خراسان رضوی ایران است. این روستا در دهستان رزق‌آباد قرار دارد و برپایه سرشماری مرکز آمار ایران در سال ۱۳۹۵، جمعیت آن ۲٬۷۰۴ نفر (۸۵۸ خانوار) بوده است.